# David Nesvorný
David Nesvorný (né en 1969) est un planétologue tchèque spécialiste de la dynamique des petits corps du Système solaire. Il travaille[Quand ?] au Southwest Research Institute à Boulder dans le Colorado.
Il a contribué aux découvertes importantes récentes[Quand ?] sur les effets du chaos sur la ceinture d'astéroïdes, son rôle dans le nettoyage des lacunes de Kirkwood, modelant la population actuelle de la ceinture d'astéroïdes et fournissant des objets aréocroiseurs. En particulier, Nesvorný a étudié à la fois analytiquement et numériquement les effets jusque-là non explorés des résonances à trois corps et des processus lents de type diffusion.
L'astéroïde (7999) Nesvorný a été nommé en son honneur. Le prix Harold Clayton Urey lui a été décerné en 2005 pour ses travaux sur l'évolution dynamique des petits corps du Système solaire.